# Sympycnus hastatus
Sympycnus hastatus är en tvåvingeart som beskrevs av Van Duzee 1930. Sympycnus hastatus ingår i släktet Sympycnus och familjen styltflugor. Inga underarter finns listade i Catalogue of Life.